# Административно деление на Мордовия
.

## Административно-территориално устройство
Съгласно Конституцията на република Мордовия и Закона „За реда на административно-териториалното устройство на република Мордовия“, субектът на Руската федерация включва следните административно-териториални единици:
- 3 града от републиканско значение (Саранск, Рузаевка, Ковилкино).
- 22 района, включващи
  - 342 селски съвета,
  - 4 града от районно значение (Ардатов, Инсар, Краснослободск, Темников),
  - 13 работнически селища.

Административен център на Мордовия е град Саранск.

## Общинско устройство
В рамките на общинското устройство на републиката, в границите на административно-териториалните единици на республика Мордовия са образувани следните общински образувания:
- 1 градски окръг
- 22 общински района.

## Градски окръг и райони
Градски окръгг
| № | Градски окръг | Население, хил. жители | Площ, хил. km² |
| - | ------------- | ---------------------- | -------------- |
| 1 | Саранск       | 331,7                  | 0,865          |

Общински райони
| №  | Общински райони    | Административен център | Население | Площ    |
| -- | ------------------ | ---------------------- | --------- | ------- |
| 1  | Ардатовски         | Ардатов                | 28350     | 1192,5  |
| 2  | Атюриевски         | Атюриево               | 9933      | 826,1   |
| 3  | Атяшевски          | Атяшево                | 19476     | 1095,8  |
| 4  | Болшеберезниковски | Болшие Березники       | 13572     | 957,7   |
| 5  | Болшеигнатовски    | Болшое Игнатово        | 8439      | 834,2   |
| 6  | Дубьонский         | Дубьонки               | 13684     | 896,9   |
| 7  | Ельниковски        | Елники                 | 11917     | 1056    |
| 8  | Зубово-Полянски    | Зубова Поляна          | 60532     | 2710    |
| 9  | Инсарски           | Инсар                  | 13707     | 968,6   |
| 10 | Ичалковски         | Кемля                  | 20793     | 1265    |
| 11 | Кадошкински        | Кадошкино              | 7706      | 618,6   |
| 12 | Ковилкински        | Ковилкино              | 48000     | 2015,7  |
| 13 | Кочкуровски        | Кочкурово              | 10640     | 816,46  |
| 14 | Краснослободски    | Краснослободск         | 26521     | 1379,4  |
| 15 | Лямбирски          | Лямбир                 | 32883     | 852     |
| 16 | Рузаевски          | Рузаевка               | 66537     | 1089,5  |
| 17 | Ромодановски       | Ромоданово             | 20347     | 820,8   |
| 18 | Старошайговски     | Старое Шайгово         | 13604     | 1419,4  |
| 19 | Темниковски        | Темников               | 17397     | 1936,8  |
| 20 | Тенгушевски        | Тенгушево              | 12494     | 845,94  |
| 21 | Торбеевски         | Торбеево               | 21184     | 1128,92 |
| 22 | Чамзински          | Чамзинка               | 31724     | 1009,5  |

## История
В качеството си на отделна административна единица Мордовия е оформена през 1928 г. като Мордовски окръг на Средноволжката област. Първоначално окръгът се дели на 23 района: Ардатовски, Атяшевски, Ачадовски, Беднодемяновски, Дубенски, Елниковски, Зубово-Полянски, Инсарски, Ковилкински, Козловски, Кочкуровски, Краснослободски, Наровчатски, Ромодановски, Рузаевски, Рибкински, Сарански, Старошайговски, Тализински, Темниковски, Тенгушевски, Торбеевски и Чамзински.
През 1930 г. Мордовският окръг е преобразуван в Мордовска автономна област. При това, Беднодемяновският и Наровчатският райони са предадени на Пензенския окръг, а от Арзамаския окръг в състава на Мордовската автономна област е предаден Ичалковския район. През същата година Тализинският район е преименуван на Игнатовски. През 1933 г. на територията на компактно татарско население е образуван Лямбирския татарски национален район.
На 20 декември 1934 г. Мордовската автономна област е преобразувана в Мордовска АССР. През 1935 г. са закрити Ачадовския и Козловския район, и са образувани Болше-Березниковския и Кадошкинския район. През 1937 г. са образувани 7 нови района: Атюриевски, Вертелимски, Козловски, Ладски, Пурдошански, Старосиндровски и Ширингушки район. След година Вертелимският район е преименуван в Мелцански. По същото време Лямбирският район губи статуса си на национален. През 1944. се появяват още 2 нови района – Болдовски и Майдански. През 1949 г. Майданският район е преименуван в Кочелаевски.
През 1959 г. започва окрупняването на районите: закрити Болдовски, Козловския, Кочелаевския, Ладския, Саранския, Старосиндровския и Ширингушкия райони. През 1963 г. са закрити още 15 района: Атюриевски, Болшеберезниковски, Болшеигнатовски, Дубенски, Елниковски, Зубово-Полянски, Инсарски, Ичалковски, Ковилкински, Краснослободски, Лямбирски, Мелцански, Пурдошански, Рибкински и Тенгушевски. Още на следващата година обаче започва обратния процес на раздробяване на районите. През 1964 г. са възстановени Инсарския и Ичалковския райони, а през 1965 г. са възстановени още 8: Атюриевски, Болшеберезниковски, Болшеигнатовски, Дубенски, Елниковски, Зубово-Полянски, Кочкуровски и Тенгушевски. През 1966 г. е възстановен и Лямбирския район. На 13 декември 1990 г. е провъзгласена Мордовска ССР.
През 1991 г. е образуван Кадошкинския район и административно-териториалното деление на Мордовия приема съвременния си вид.
На 25 януари 1994 г. Мордовска ССР (последна от руските автономни области) е преобразувана в република Мордовия.